# Hippolais icterina

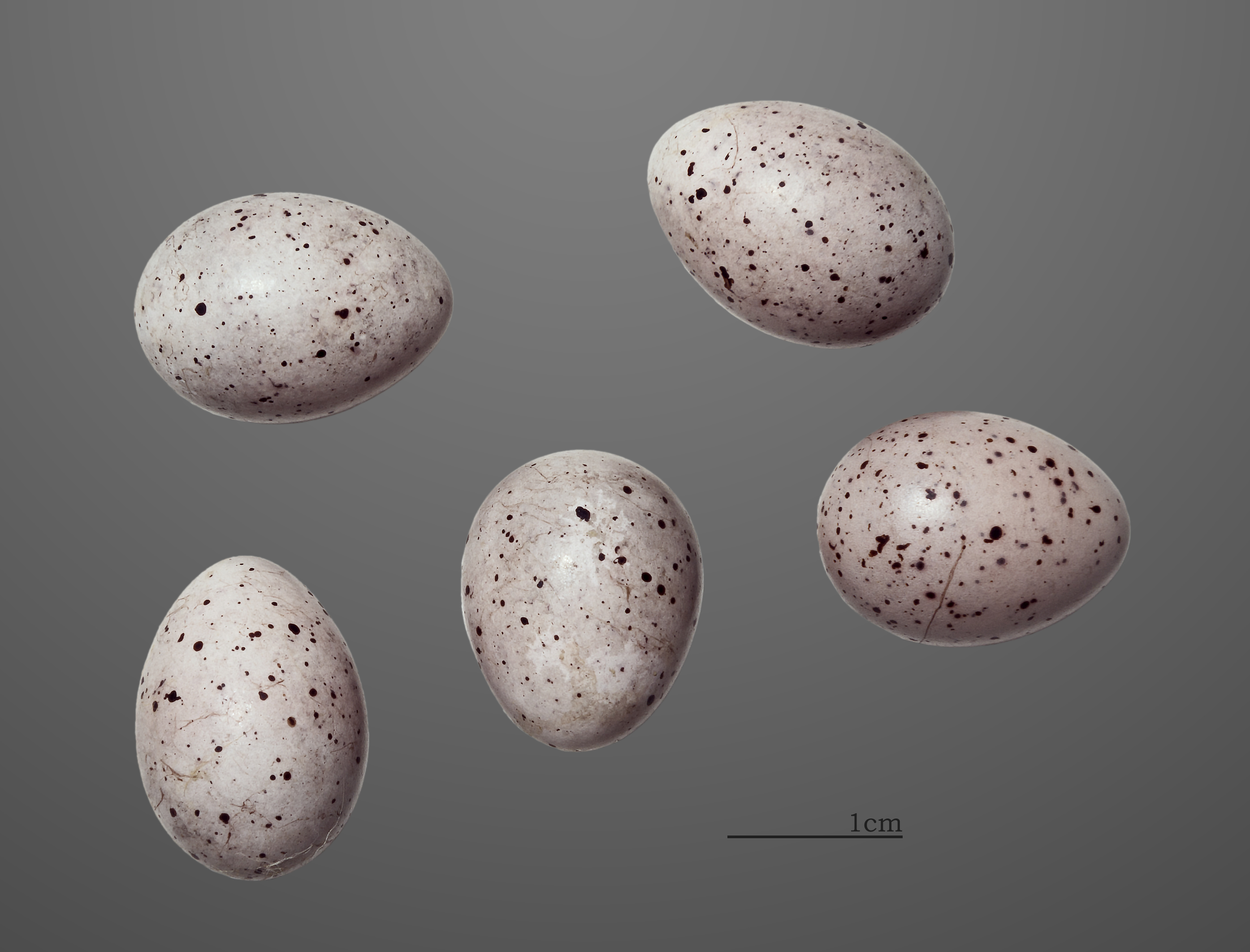
Hippolais icterina

Hippolais icterina là một loài chim trong họ Acrocephalidae.